# Luiz Gustavo (quadrinista)
Luiz Gustavo é um quadrinista brasileiro. Começou trabalhando com os quadrinhos de terror da Press Editorial e nas revistas Chiclete com Banana e Animal
. Ele ganhou o 2º Troféu HQ Mix como melhor desenhista.